# Simulium urundiense
Simulium urundiense es una especie de insecto del género Simulium, familia Simuliidae, orden Diptera.

## Distribución
Se distribuye por Burundi.

## Taxonomía
Fue descrita científicamente por Fain, 1950. Fue publicada en Simulies nouvelles du Ruanda-Urundi. 43: 101-123.